# Немоногамія
Немоногамія — загальний термін для будь-якої практики чи філософії недіадичних інтимних стосунків, які не суворо відповідають стандартам моногамії, зокрема наявності лише однієї людини, з якою можна обмінюватися сексом, любов'ю та/ або прихильність. У цьому сенсі «немоногамія» може бути точно застосована до позашлюбного сексу, групового шлюбу або поліаморії. Це не є синонімом невірності, оскільки всі сторони погоджуються на структуру стосунків, партнери часто віддані один одному, а також своїм іншим партнерам, а зрада все ще вважається проблематичною поведінкою в багатьох немоногамних стосунках.
Точніше, «немоногамія» вказує на форми міжособистісних стосунків, навмисно встановлені, в яких вимоги ексклюзивності (наприклад, сексуальної взаємодії чи емоційного зв'язку) послаблюються або усуваються, і люди можуть утворювати численні та одночасні сексуальні та/або романтичні зв'язки. Це відрізняється від моногамії, але може виникати з тієї ж психології. За словами Джесіки Ферн, психотерапевта та авторки Polysecure: Attachment, Trauma and Consensual Nonmonogamy, станом на вересень 2020 року близько 4 % американців, майже 16 мільйонів людей, «практикують немоногамний стиль стосунків», тоді як дослідження 2016 року показало, що понад 21 % американців брали участь у консенсусній немоногамії в «якийсь момент свого життя». У січні 2020 року опитування YouGov показало, що близько однієї третини дорослих американців вважають, що «їхні ідеальні стосунки певною мірою не є моногамними».

## Термінологія
Багато термінів для немоногамних практик розпливчасті, вони базуються на таких критеріях, як «стосунки» чи «кохання», які самі по собі суб'єктивно визначені. Існують форми немоногамії, практикуючі яких виділяють себе за допомогою кваліфікаторів, наприклад, «етично немоногамний», що має на меті дистанціюватися від обману чи хитрощів, які вони сприймають у звичайних зраді та перелюбстві. Це вживання створює відмінності, що виходять за межі визначень слів. Наприклад, хоча деякі стосунки можуть буквально бути як полігамними, так і полігамурними, полігамія зазвичай означає кодифіковану форму множинного шлюбу, засновану на усталених релігійних вченнях, таких як множинний шлюб, форма багатоженства, пов'язана з рухом святих останніх днів у ХІХ столітті, і з сучасними відколами від цієї віри, а також євангельськими сектами, які виступають за християнський множинний шлюб.
Поліаморія базується на вподобаннях учасників, а не на суспільних звичаях чи усталених прецедентах. Немає єдиного «правильного» способу брати участь у немоногамії (хоча є багато погоджених щодо «неправильних» способів). Через це умови для різних видів відносин можуть бути розпливчастими, а іноді взаємозамінними. але є деякі відмінності, які варто визначити. Наприклад, свінгери можуть навмисно уникати емоційного та соціального зв'язку з тими, крім свого основного партнера, з ким вони займаються сексом, тому можуть бути або не бути поліаморними, але не моногамними.
Деякі корисні терміни: Метамур або Мета, загальний термін для людини, з якою спільний партнер, V-структура, одна особа однаково залучена до двох партнерів, і Тріади /Квади. В останньому випадку основне партнерство складають три-чотири учасники.

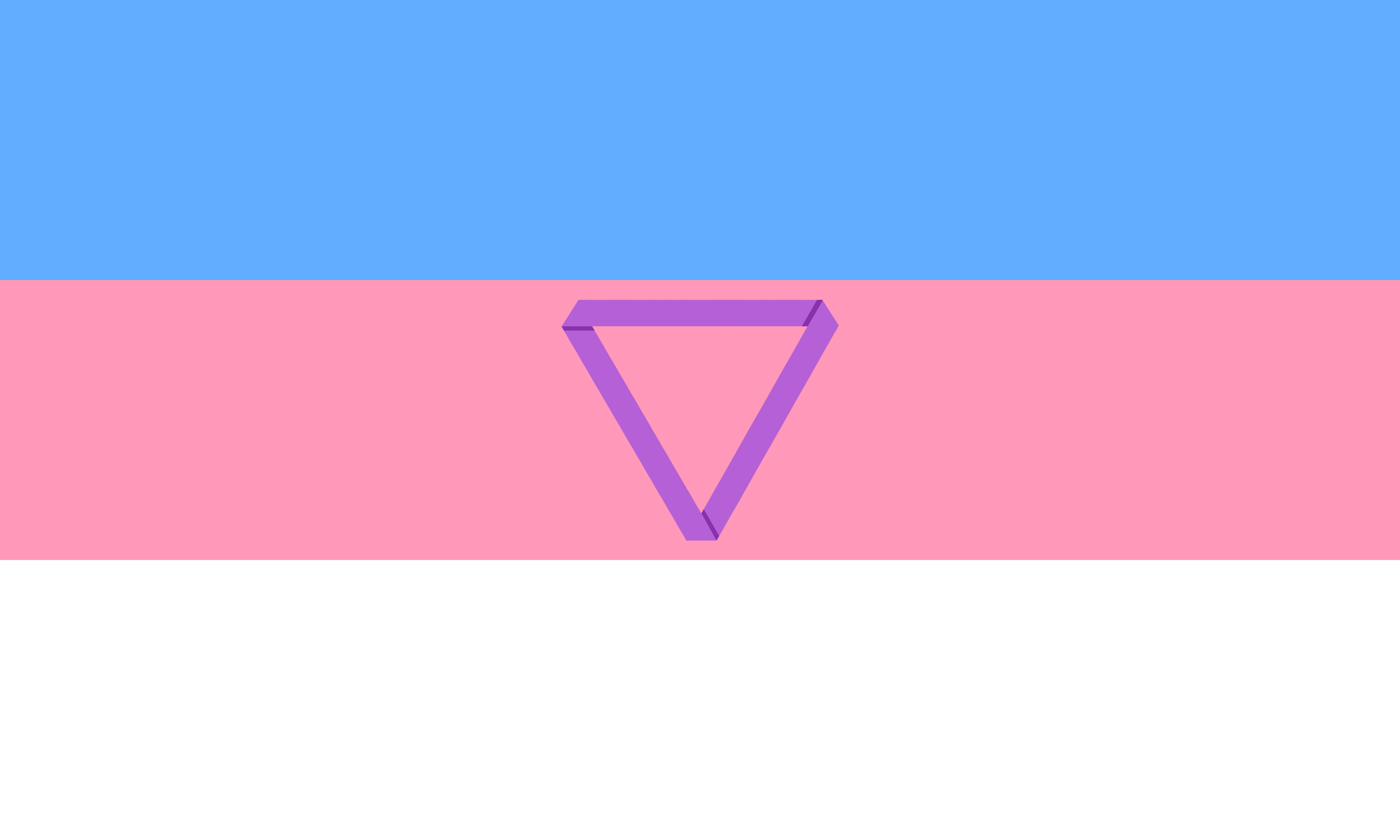
Альтернатива синьо-червоно-чорно-жовтому поліаморному прапору

Форми немоногамії різноманітні. Вони включають випадкові стосунки, які іноді називають друзями з перевагами, які є переважно фізичними стосунками між двома людьми з низькими очікуваннями відданості чи емоційної праці, а також відкриті стосунки (включаючи відкритий шлюб), що стосуються одного або обох членів віддана (або подружня) пара має чітку свободу вступати в сексуальні стосунки з іншими. Інші форми включають сексуальні дії за участю більше ніж двох учасників одночасно, посилаючись на груповий секс, оргії, та тріолізм, переважно сексуальні домовленості за участю трьох осіб. Існує також анархія стосунків, коли учасники не пов'язані встановленими правилами у стосунках, окрім тих, про які чітко погоджено залученими людьми, і свінг, який відноситься до подібної до організованої соціальної діяльності, часто пов'язану з певною формою групового сексу, а іноді просто з обміном партнерами з іншими свінгерами. Існують також такі поняття, як полівірність, коли учасники мають кілька партнерів, але обмежують сексуальну активність певною групою, і ситуація, коли є основні романтичні стосунки, а всі інші стосунки є другорядними, відома як первинні/вторинні. Однією з найвідоміших форм є полігамія, коли одна особа одружена з кількома партнерами. Це має дві основні підформи: поліандрія, коли жінка має кількох чоловіків, груповий або спільний шлюб і полігінія, що означає, що чоловік має кількох дружин. Останній є більш поширеним в Африці, ніж на будь-якому іншому континенті, особливо в Західній Африці і в Північній Америці, його практикують деякі мормонські секти, такі як Фундаменталістична Церква Ісуса Христа Святих Останніх Днів (церква FLDS).
Іноді її плутають із поліаморією, маючи на увазі, що учасники мають кількох романтичних партнерів. Вона буває у різних формах, таких як ієрархічна поліаморія, коли існують первинні романтичні стосунки, а всі інші стосунки є вторинними по відношенню до них, поліаморія за кухонним столом, яка передбачає, що люди повинні знати один одного і почувати себе комфортно в компанії один одного, і паралельну поліамурність, коли стосунки між людьми, які живуть окремо, можуть бути відомі один одному, але від них не очікують, що вони стануть друзями. Існує також груповий шлюб, коли кілька людей утворюють одну сімейну одиницю, і кожна особа вважається одруженою з усіма іншими членами. Лінійні сім'ї — форма групового шлюбу, призначена для того, щоб пережити своїх початкових членів шляхом постійного додавання нових членів подружжя та полісімей, що схоже на груповий шлюб, але деякі члени можуть не вважати себе одруженими з усіма іншими членами.

## Сприятливі попередні умови до немоногамії

Найбільш часто використовуваним символом є серце і нескінченність. Він був змінений, щоб відобразити особистості та смаки тих, хто прийняв символ як свій власний. Кілька версій нескінченного серця зараз використовуються для позначення немоногамії.

Майкл Шернофф цитує два дослідження у своїй доповіді про одностатеві пари, які розглядають немоногамію. Морін (1999) заявив, що пара має дуже хороші шанси пристосуватися до невиключності, якщо існують принаймні деякі з наступних умов. Це означає, що обидва партнери бажають, щоб їхні стосунки залишалися основними, у пари є сформований резервуар доброї волі та мінімум затяжних образ через минулі образи та зради. Інші умови включають партнерів, які погоджуються з питанням моногамії/немоногамності, і партнери відчувають однакову силу та автономність. Крім того, Грін і Мітчелл (2002) заявили, що пряме обговорення наступних питань може стати основою для чесних і важливих розмов, включаючи відкритість проти секретності, волю та рівність проти примусу та нерівності. Інші проблеми включають ясність і конкретність угод проти плутанини/розпливчастості, дотримання домовленостей проти їх порушення та те, як кожен партнер дивиться на немоногамію. За словами Шерноффа, якщо це питання обговорюється з третьою стороною, наприклад, терапевтом, завдання терапевта полягає в тому, щоб «залучити пари до розмов, які дозволять їм вирішити для себе, чи є сексуальна ексклюзивність чи неексклюзивність функціональною чи дисфункціональний для стосунків».

## Громадське здоров'я і мораль

Прапор прайду Poly є, можливо, першим символом, створеним для спільноти Poly і був створений Джимом Евансом.

Поняття моногамії та шлюбу були тісно переплетені протягом століть, і в англомовних словниках одне часто використовується для визначення іншого, наприклад, коли «моногамія» означає «бути одруженим з однією людиною за раз». Поширеним антонімом є полігамія, що означає мати більше ніж одного подружжя одночасно. Як наслідок, моногамія глибоко вкорінена в багатьох релігіях, а також у соціальних нормах і законодавстві, а винятки засуджуються як посягання як на мораль, так і на здоров'я.
Для деяких термін «немоногамія» семантично означає, що моногамія є нормою, а інші форми інтимних стосунків є девіантними і, отже, певною мірою нездоровими чи аморальними. Це занепокоєння щодо захворювань, що передаються статевим шляхом, незважаючи на загальну практику регулярного тестування та обміну останніми результатами тестування перед залученням до статевого життя.
Часто припускають, що люди, які беруть участь у немоногамних сексуальних стосунках, мають вищий рівень ІПСШ. Незважаючи на те, що повідомляється про більшу кількість сексуальних партнерів, дослідження показують, що ризик передачі ІПСШ не вищий, ніж серед моногамного населення. Це пояснюється тим, що немоногамна спільнота, швидше за все, буде проходити регулярні тести та більш відкрито розповідати про їхні результати. Стигматизація отримання позитивного результату зменшується, що призводить до кращих варіантів лікування та меншої кількості людей, які мимоволі передають хворобу, тому що їм не повідомила людина, яка їм це дала.